# Křivoklát
Křivoklát (Duits: Pürglitz of Bürglitz) is een Tsjechische gemeente en marktstad in de regio Midden-Bohemen en maakt deel uit van het district Rakovník.
Křivoklát telt 678 inwoners (2024).

## Geografie
De gemeente bestaat uit de volgende plaatsen:
- Křivoklát;
- Častonice;
- Píski.

## Geschiedenis
De oorsprong van het dorp ligt bij het kasteel, wat aan het begin van de 11e eeuw gebouwd werd als vesting van de Přemysliden, die werd versterkt aan het begin van de 12e eeuw. Křivoklát werd voor het eerst vermeld in 1110. Tussen de 14e en 15e eeuw werden de eerste huizen gebouwd, onderaan de kasteelheuvel. Het dorp heette toen nog Budy.
Boven het kasteel werden in de 16e eeuw de hoeve, en vervolgens het dorp, Čamrdoves gebouwd, dat in 1818 Amalín (Duits: Amalienberg) werd genoemd ter ere van Anna Amalia van Baden-Durlach. Het dorp Amalin bleef in de loop van de tijd groeien en tussen de 17e en 18e eeuw besloten de dorpen om samen bestuurlijk verder te gaan. In 1896, nadat het feodalisme was afgeschaft, werden de dorpen Budy, Amalín en Častonice administratief samengevoegd en gingen verder als de gemeente Křivoklát. Ook werd Křivoklát datzelfde jaar een marktstad (Tsjechisch: městys).
In 1851 werd een postkantoor geopend. Tot 1918 behoorde de stad tot de Habsburgse monarchie en lag, na het compromis van 1867, op Oostenrijkse grondgebied in het district Rakonitz – Rakovnik, een van de 94 Bezirkshauptmannschaften van Bohemen.

## Bezienswaardigheden

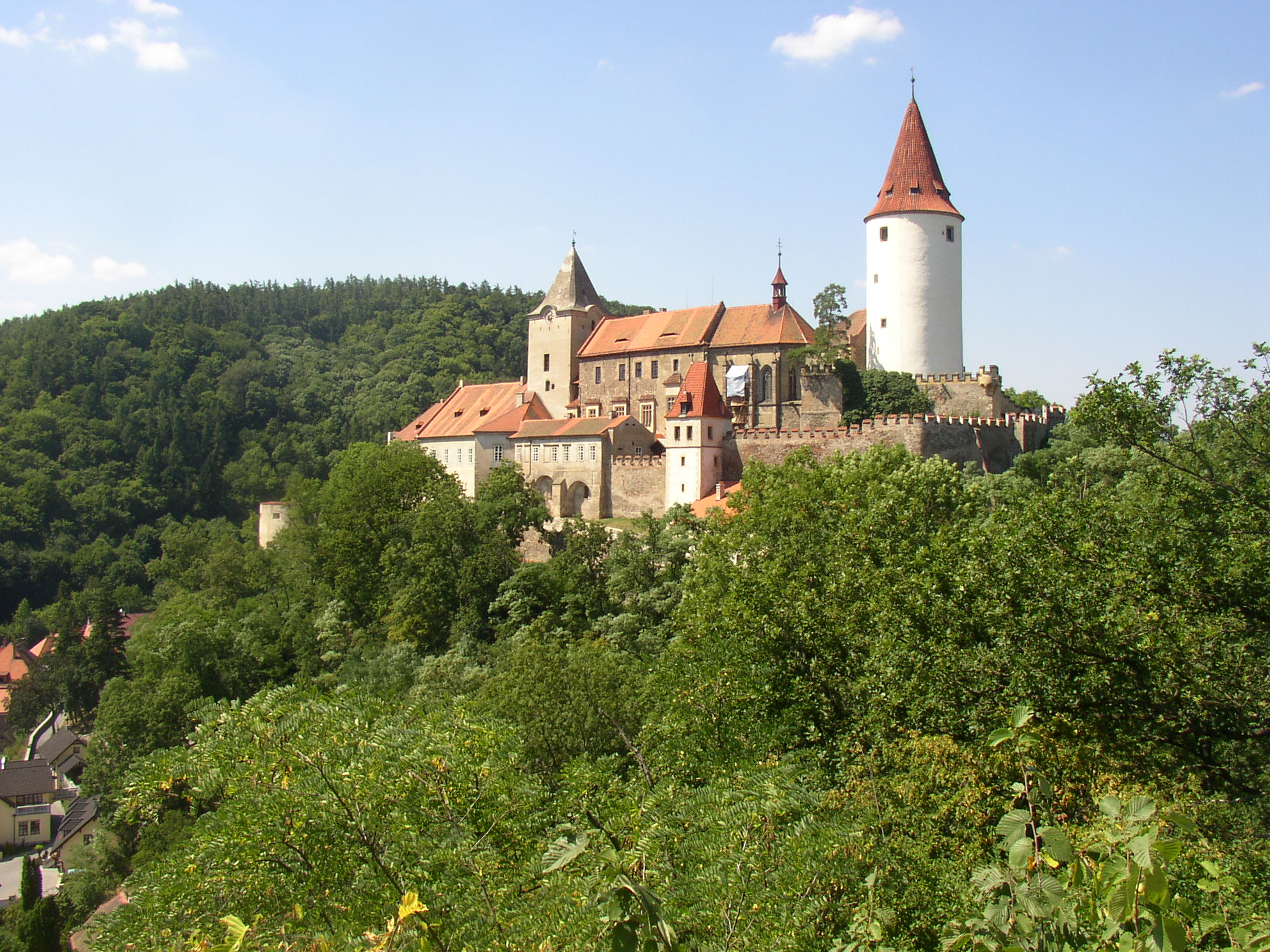
Kasteel Křivoklát

In Křivoklát ligt kasteel Křivoklát. Van oorsprong was het een koninklijk kasteel, maar sinds 1929 is het eigendom van de staat. In 1989 werd het uitgeroepen tot nationaal monument.
Nabij Křivoklát ligt het door UNESCO beschermde natuurpark Křivoklátsko. Beide zijn populaire toeristische bestemmingen binnen de regio.
Andere bezienswaardigheden in Křivoklát zijn:
- De neogotische Sint-Petruskerk in het stadsdeel Amalín;
- De niskapel van de Maagd Maria in het centrum van het dorp;
- De zuil met daarop een standbeeld van Sint Jan van Nepomuk langs de weg naar het kasteel.

## Verkeer en vervoer

### Wegen
De gemeente wordt doorsneden door de weg II/201 Kralovice - Slabce - Křivoklát - Zbečno - Unhošt. De weg II/227 Žatec - Rakovník - Křivoklát eindigt in de stad. De weg II/236 Slaný - Lány - Křivoklát - Zdice loopt door de gemeente.

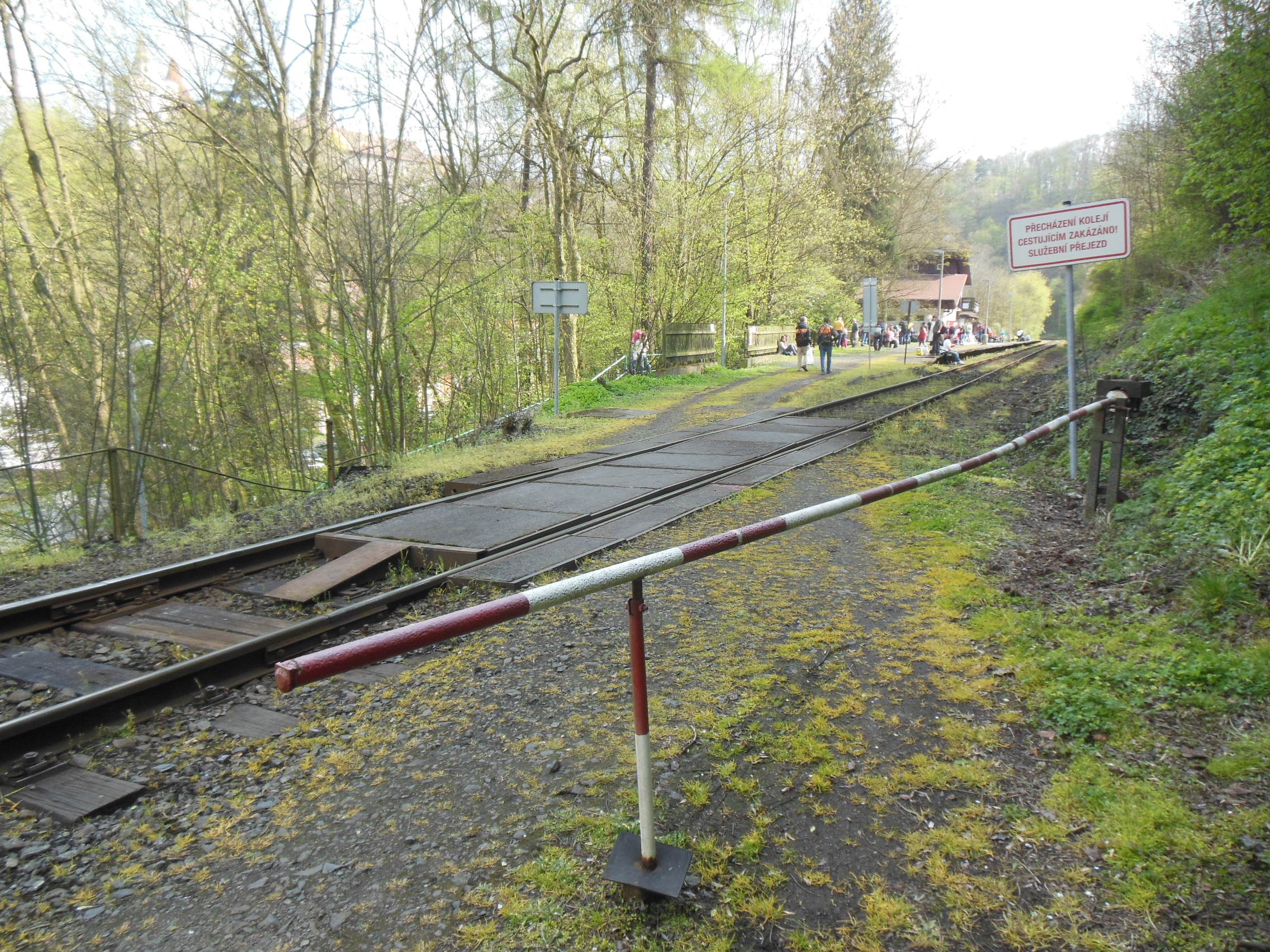
Station Křivoklát

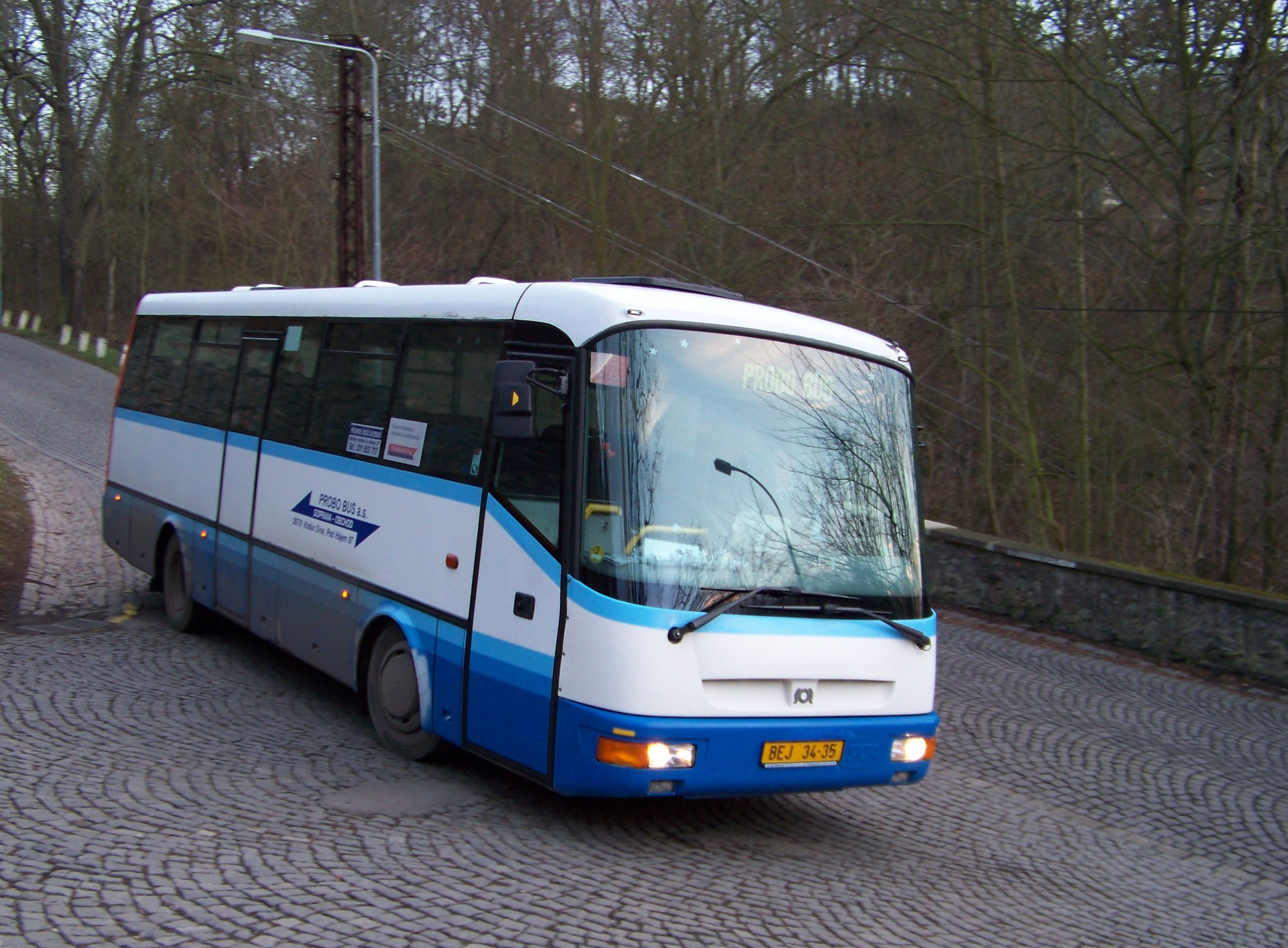
Bus nabij het kasteel

### Spoorlijnen
Station Křivoklát ligt aan spoorlijn 174 Beroun - Rakovník. De lijn is geopend in 1878 en is enkelsporig en onderdeel van het hoofdnetwerk.
Op werkdagen stoppen er 12 treinen per dag in Křivoklát; in het weekend 10.
Sinds 2003 rijdt meerdere malen per jaar een speciale historische sneltrein genaamd de Křivoklát Express van Praag Křivoklát ter gelegenheid van evenementen die op het kasteel worden gehouden (Paasviering, een evenement in augustus, een herfstevenement en in december een adventsevenement).

### Buslijnen
Vanuit Křivoklát rijden bussen naar Branov, Rakovník en Praag.

## Geboren in Křivoklát
- Irma Reichová (1859–1930), operasopraan

## Galerij

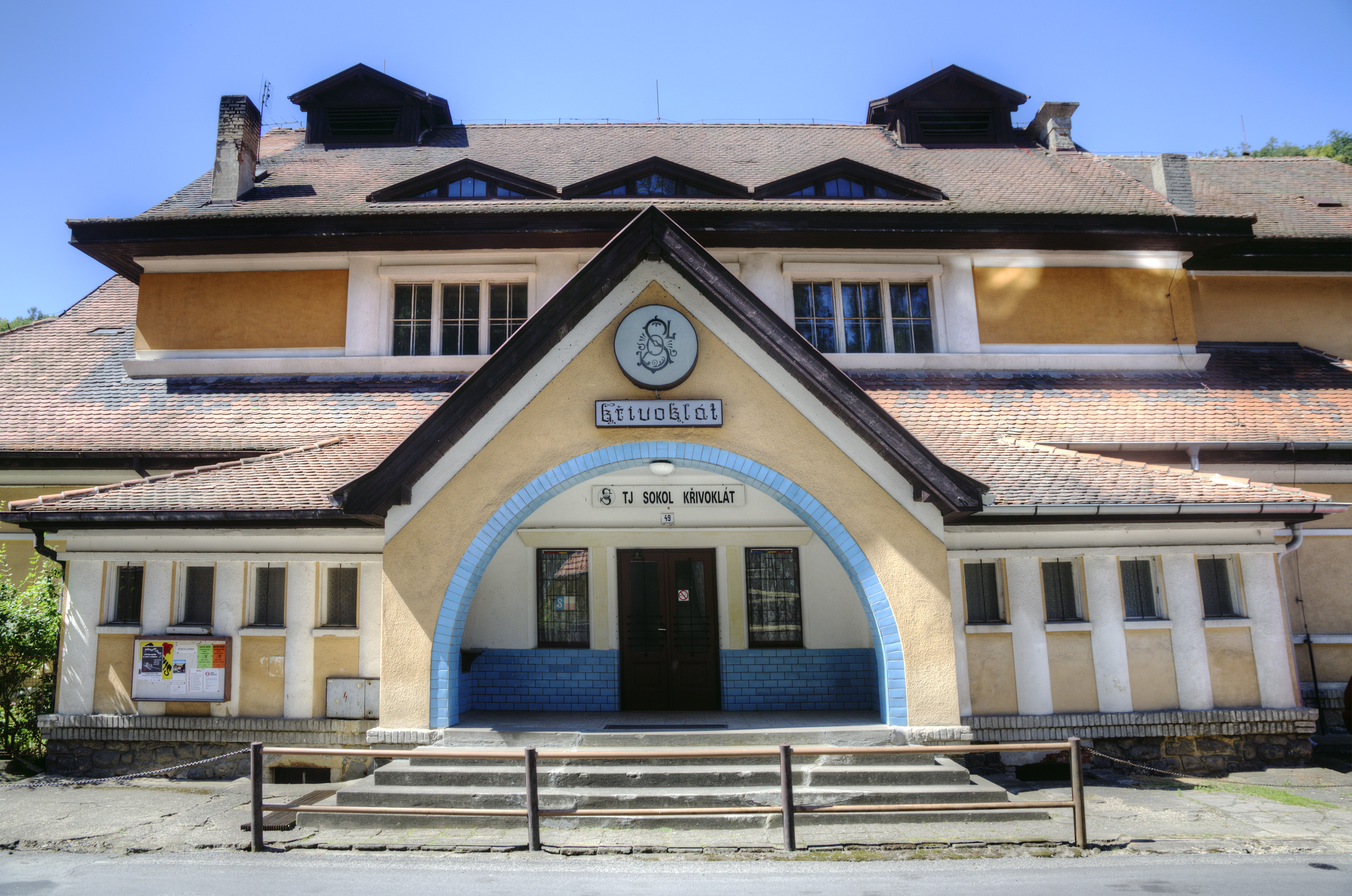
Sokola-gebouw, gebouwd in 1924
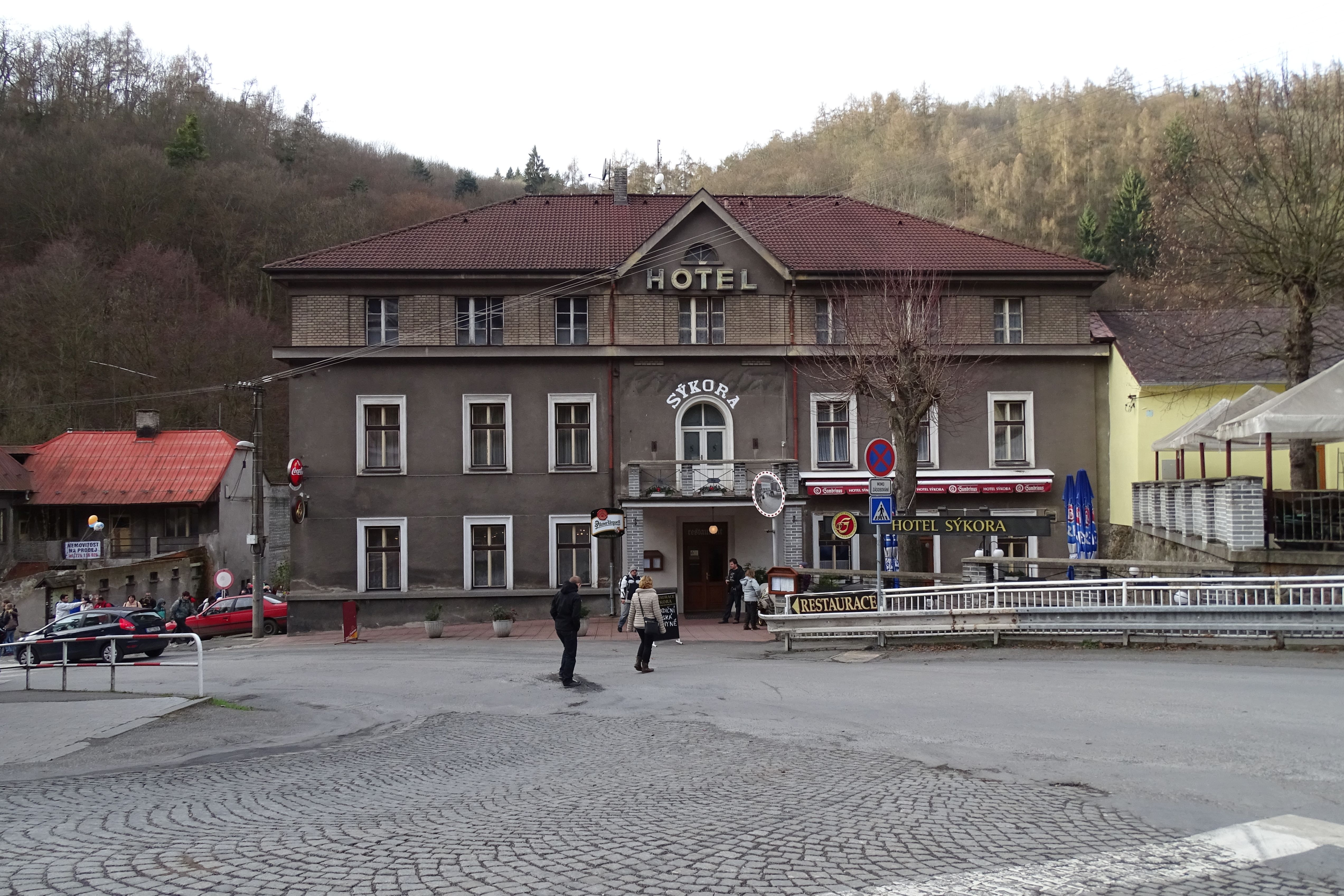
Hotel Sýkora
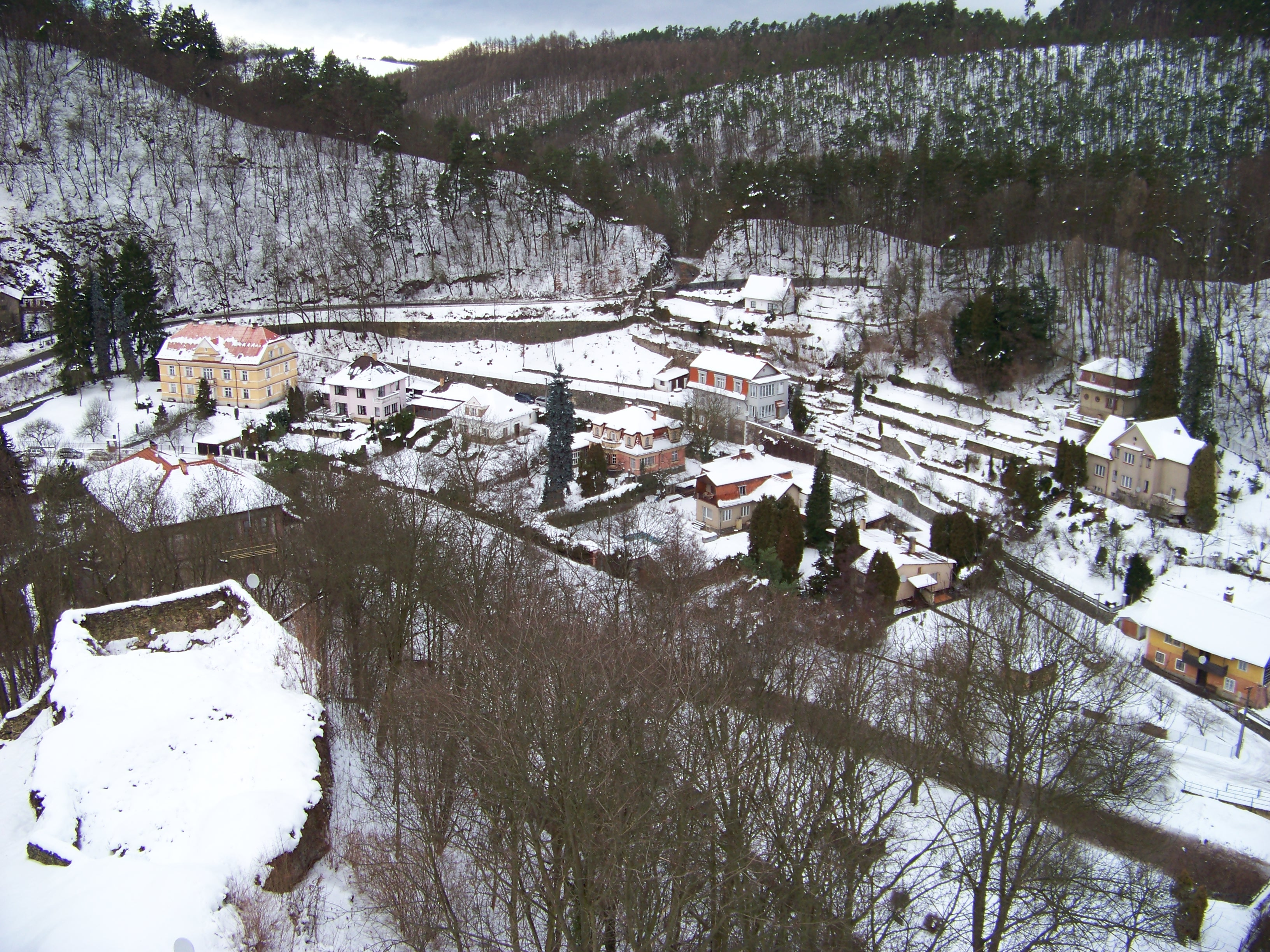
Zicht op het dorp vanaf de kasteeltoren
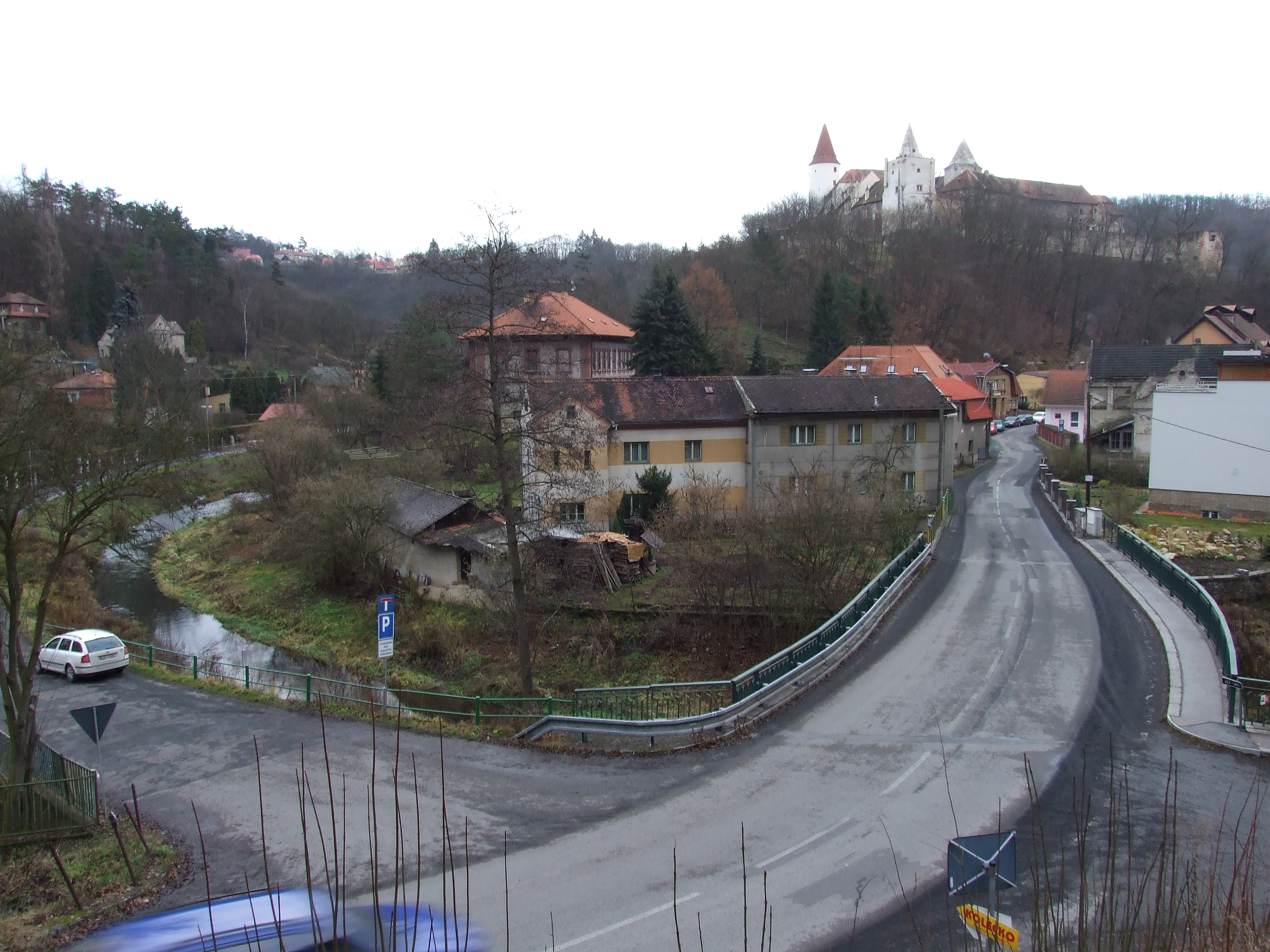
Zicht op het kasteel vanuit het dorp
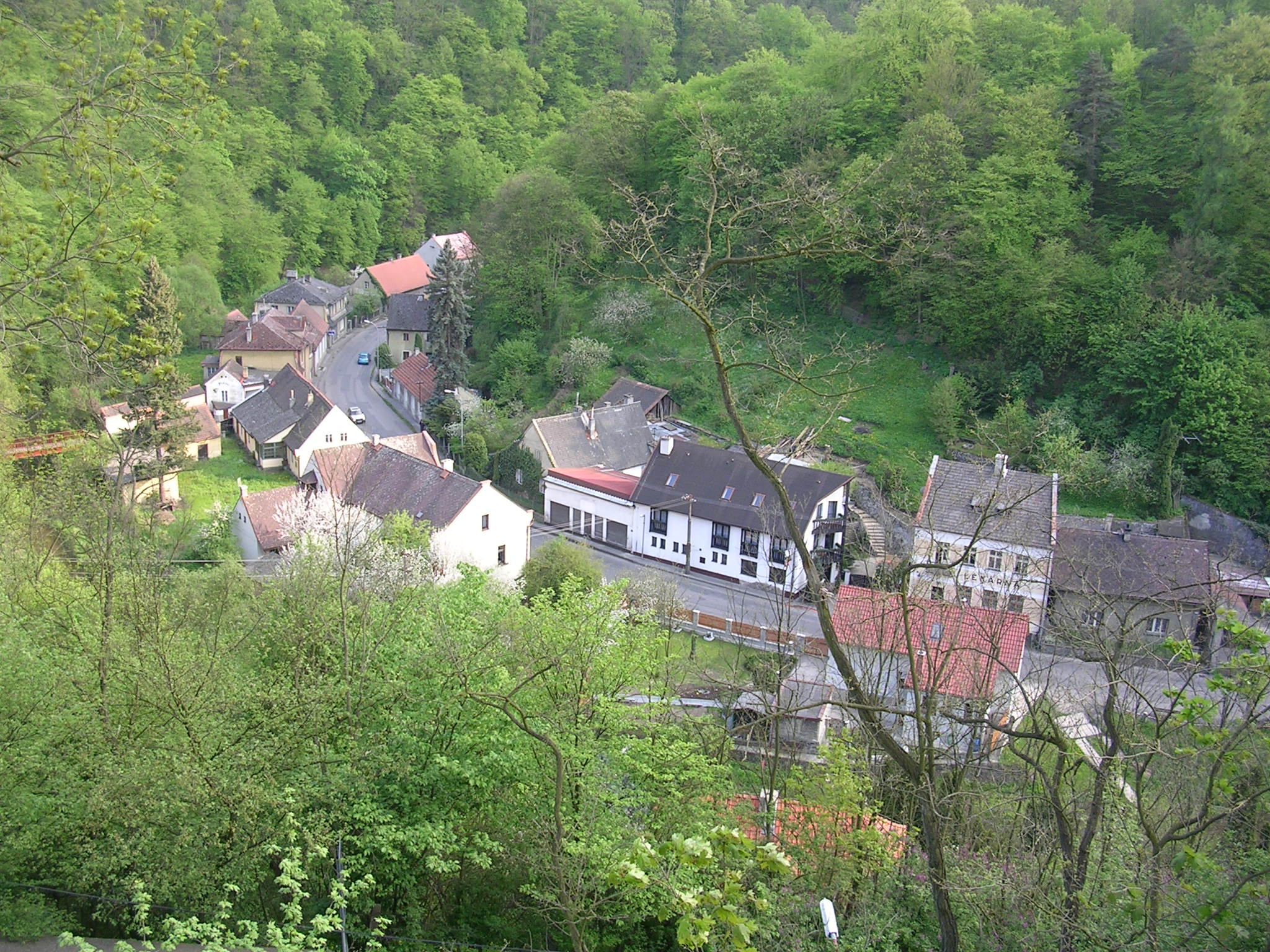
Zicht op het oudste stadsdeel Budy
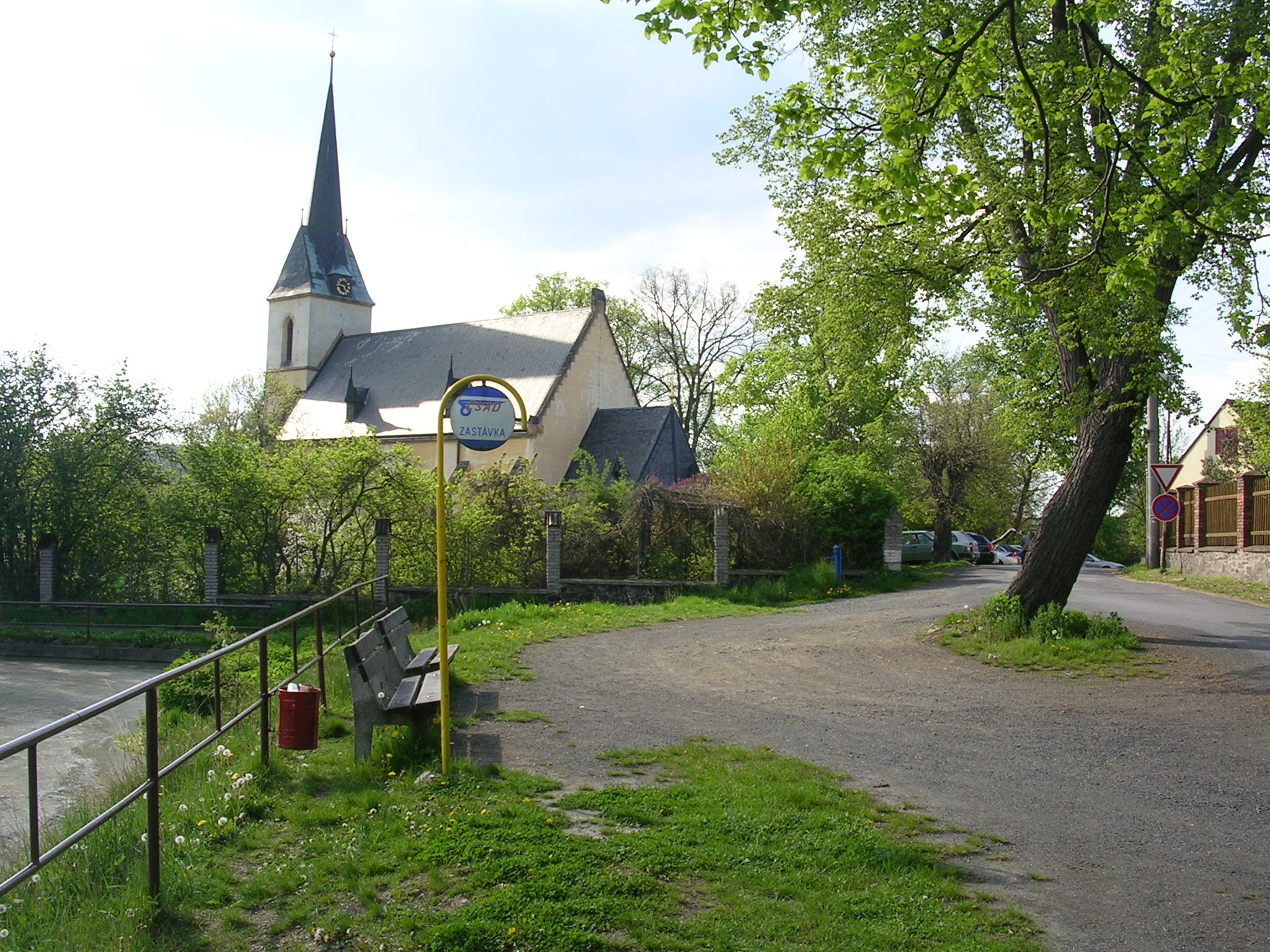
Sint-Petruskerk in het stadsdeel Amalín
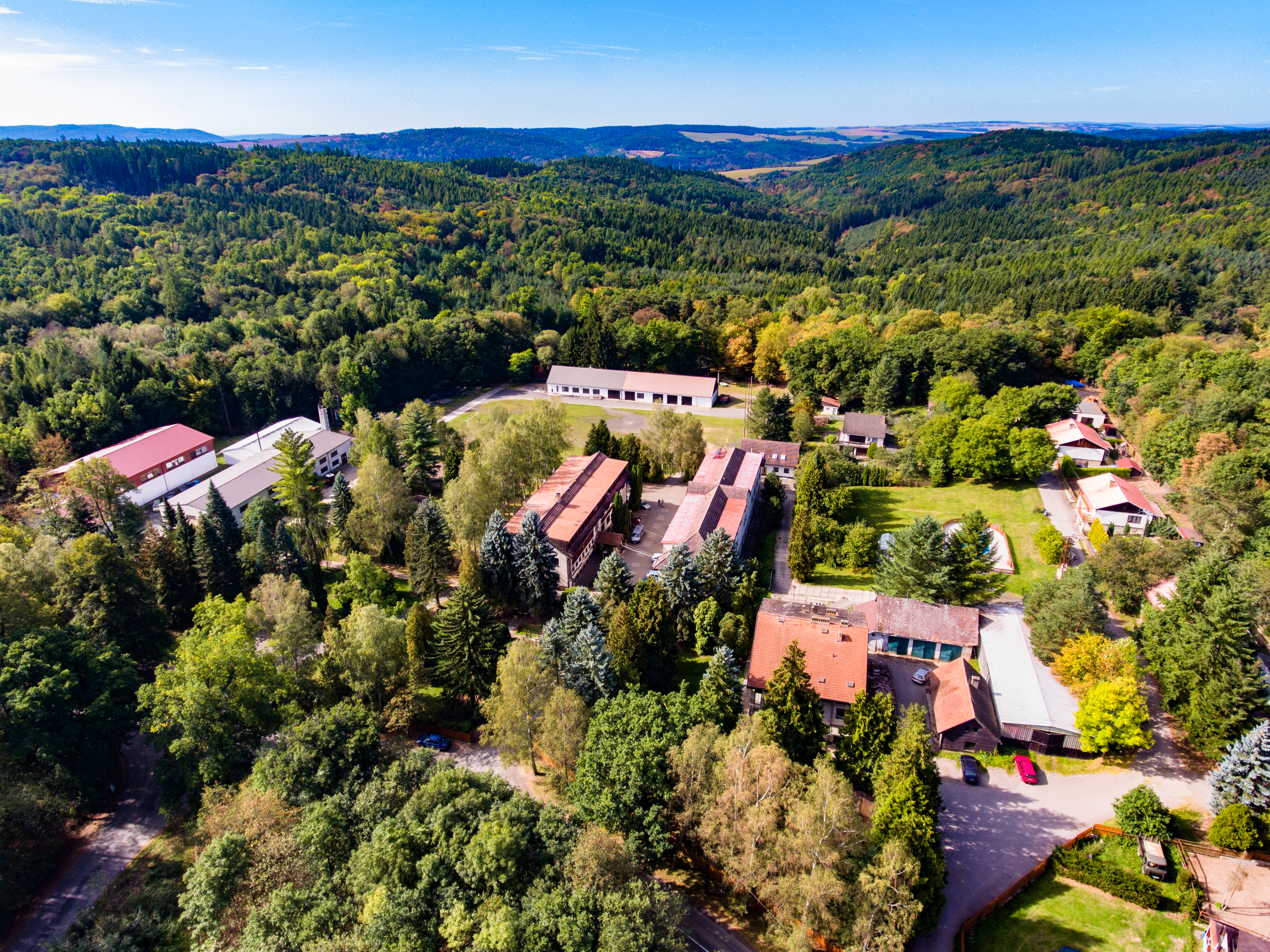
Zicht op het dorp Písky
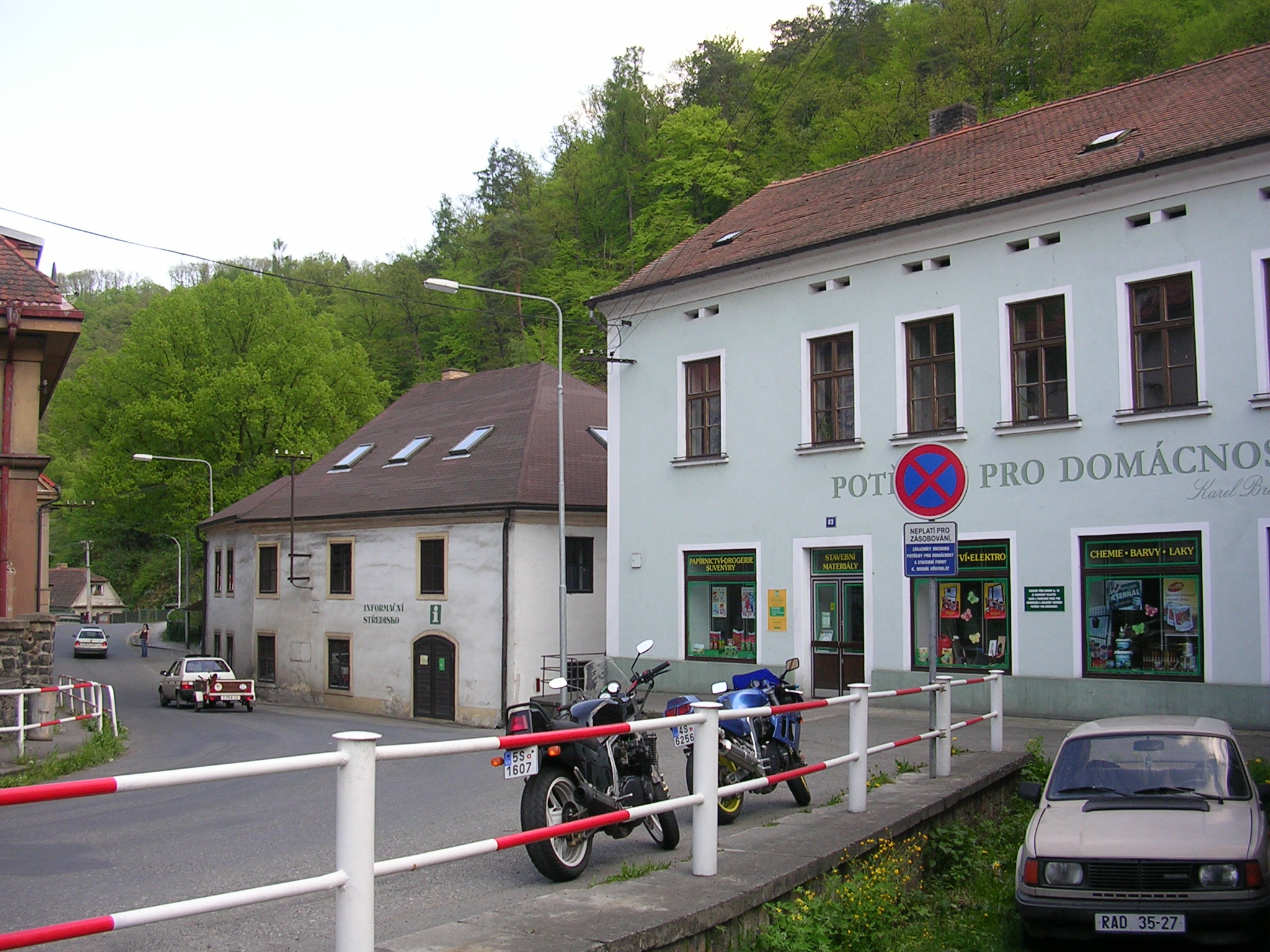
Straat in Křivoklát
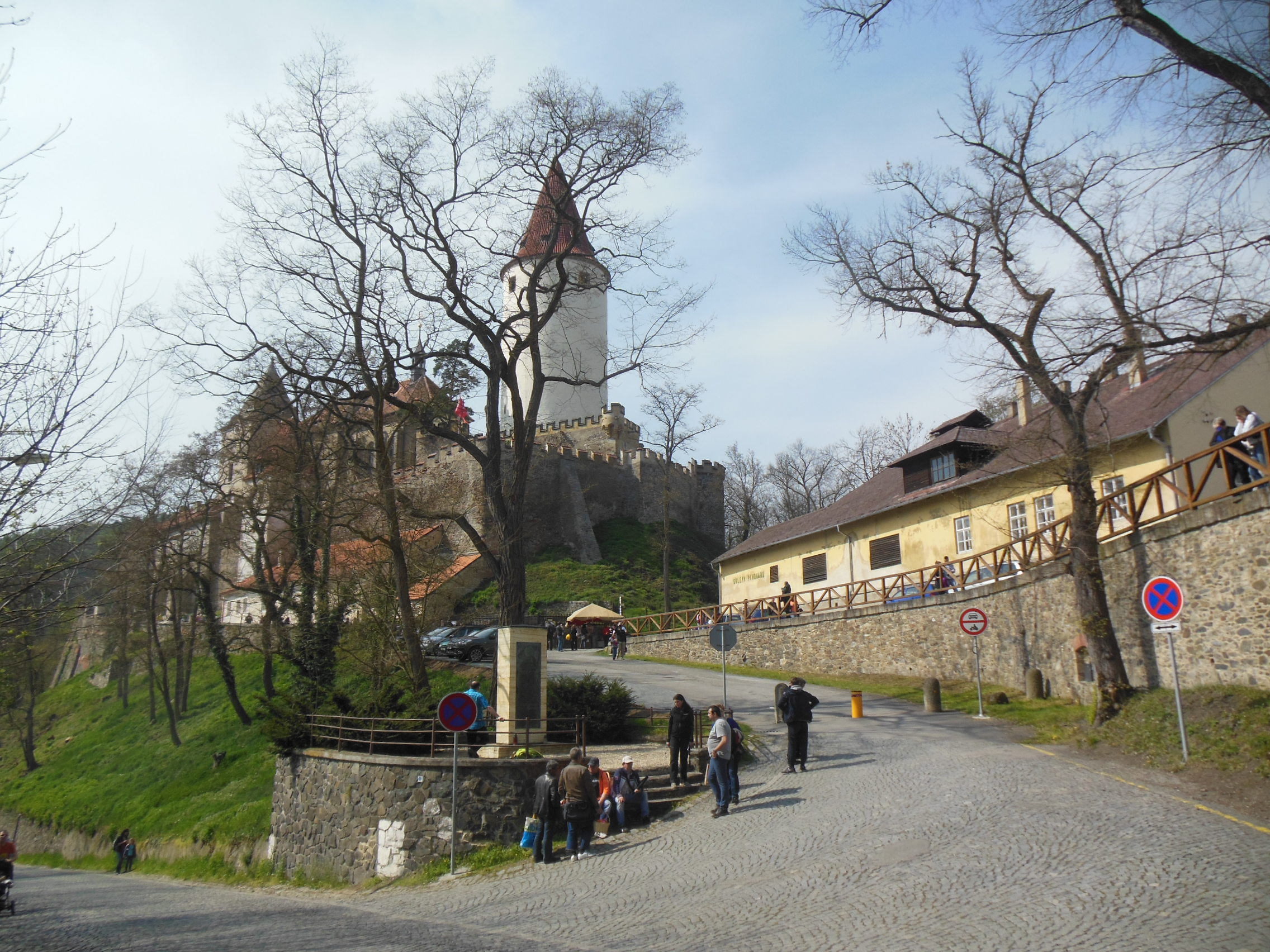
Toegangsweg naar het kasteel